# 李洙
李洙（1542年—？），字源魯，山西太原府永寧州寧鄉縣人，民籍，明朝政治人物。

## 生平
山西鄉試第四十九名，萬曆五年（1577年）丁丑科會試第二百六十八名，登三甲第一百二十六名進士。萬曆二十年四月由户部郎中升雲南副使。

## 家族
曾祖李永；祖父李宗道，曾任州判；父李士輝，曾任主簿。母史氏。慈侍下。